# Кубок милосердя (Богемія)
Кубок Милосердя або Благодійний кубок (чеськ. Pohár dobročinnosti) — змагання футбольних клубів Богемії, що проводився з 1906 року по 1916 рік. Перші три розіграші турніру проводились за круговою системою, після 1909 року відбувались матчі на виліт.

## Історія
Вперше кубок милосердя було проведено у березні 1906 року. Зароблені від матчів кошти йшли на дослідження легеневих хвороб. Три перших розіграші проводились у міні-лігах. Учасники розподілялись на чотири дивізіони: переможець четвертого дивізіону підвищувався до третього, переможець третього — до другого і так далі. Кубок отримувала команда, що виграла найсильнішу лігу. Більшість учасників змагань представляли Прагу і її передмістя, де розташовувались найсильніші клуби країни. Виступали й провінційні команди, що представляли міста Колін, Кладно, Пардубице, Пльзень. Клуб «Славія» (Прага), що вважався найсильнішим футбольним клубом країни того часу, не брав участі у перших розіграшах, віддаючи перевагу міжнародним матчам проти сильних команд Європи. У кубку милосердя грали резервні команди «Славія-2» (що виграла кубок у 1908 році) і «Славія-3». Переможцем перших двох розіграшів кубку став празький клуб «Сміхов».
На вимогу Австро-Угорщини у 1908 році ФІФА виключила з числа своїх членів футбольну федерацію Богемії. Це зумовило значне зменшення міжнародних матчів для провідних команд країни, зокрема, «Славії». Чеські клубі відмовились приєднатись до Австрійської футбольної федерації. Частково ізольована від міжнародних матчів, команда «Славія» долучилась до участі у кубку милосердя, що з сезону 1908—1909 почав проводитись за англійською схемою на виліт. У період з 1909 по 1916 рік кубок вигравали лише три команди — «Спарта» (Прага), «Славія» (Прага) і «Вікторія» (Жижков).
Кубок припинив своє існування у 1916 році, коли австрійська влада заборонила діяльність Чеської футбольної федерації.

## Переможці
- 1906 — СК «Сміхов» (Прага) (1)
- 1907 — СК «Сміхов» (Прага) (2)
- 1908 — «Славія-2» (Прага) (1)
- 1909 — «Спарта» (Прага) (1)
- 1910 — «Славія» (Прага) (1)
- 1911 — «Славія» (Прага) (2)
- 1912 — «Славія» (Прага) (3)
- 1913 — «Вікторія» (Жижков) (1)
- 1914 — «Вікторія» (Жижков) (2)
- 1915 — «Спарта» (Прага) (2)
- 1916 — «Вікторія» (Жижков) (3)

## За сезонами

### 1906
Проводився груповий турнір.
1 місце: «Сміхов» (Прага)
Зденек Ріхтер — Антонін Кучера, Віктор Мюллер — Франтішек Їрасек, Франтішек Міка, Емануель Міка — Владислав Єлінек, Богумил Єлінек, Алоїз Коваржович, Антонін Шетела, Йозеф Пелікан.
2 місце: «Спарта» (Прага)
Вацлав Тітль — Кохаут І, Раймунд — Петрук, Їндржих Резек, Саксль — Беранек, Йозеф Бєлка, Карел Градецький, Янушек, Плеснівий

### 1907
Проводився груповий турнір.
1 місце: «Сміхов» (Прага)
Зденек Ріхтер — Антонін Кучера, Віктор Мюллер — Франтішек Їрасек, Алоїз Коваржович, Карел Коваржович — Владислав Єлінек, Богумил Єлінек, Йозеф Пелікан, Антонін Шетела, Батя.
2 місце: «Спарта» (Прага)
Вацлав Тітль — Кохаут І, Раймунд, Карел Фаллада, Їндржих Резек, Беранек, Карел Градецький, Плеснівий. Тренер: Карел Малечек.

### 1908
Проводився груповий турнір.
1 місце: «Славія-2» (Прага): Вацлав Льомоз, Мирослав Широкий, Зденек Ян, Густав Ян, Чех, Франтішек Росмайсль, Тайзіг, Узкий.
2 місце: «Спарта» (Прага)
Вацлав Тітль — Кохаут І, Кохаут II, Карел Фаллада, Їндржих Резек, Трапек — Беранек, Влк, Качаба, Чулік, Блебан. Тренер: Карел Малечек.

### 1909
1/4 фіналу
- «Спарта» (Прага) — «Летна» (Прага) — 5:1
- «Сміхов» (Прага) — «Колін» — 3:0
- ЧАФК «Виногради» (Прага) — «Чехія Сміхов» (Прага) — 1:0
- «Вікторія» (Жижков) — «Славія-2» (Прага) — 1:0

1/2 фіналу
- 11.04.1909. «Сміхов» (Прага) — «Вікторія» (Жижков) — 2:0
- 18.04.1909. «Спарта» (Прага) — ЧАФК «Виногради» (Прага) — 2:0

Фінал
| 16 травня 1909 |

| «Спарта»                           | 3 — 1 | «Сміхов»         |
| ---------------------------------- | ----- | ---------------- |
| Міттермюллер 27' Влк 30' Шубрт 87' |       | К.Коваржович 45' |

| «Летна/Спарта» (Прага) Глядачів: 3 500 |

«Спарта»: Вацлав Тітль — Кохаут І, Червінка — Карел Фаллада, Їндржих Резек, Александр Сладкий — Вацлав Шпіндлер, Рудольф Міттермюллер, Карел Шубрт, Влк, Ярослав Фіала. Тренер: Карел Малечек.
«Сміхов»: Спора — Франтішек Їрасек, Беранек — Владислав Єлінек, Мирослав Гайний — Воллей, Антонін Шетела, Карел Коваржович, Богумил Єлінек, Ярослав Чижек.

### 1910
1/2 фіналу
- 24.04.1910. «Славія» (Прага) — «Спарта» (Прага) — 5:1
- 01.05.1910. «Сміхов» (Прага) — Колін — 6:3

Фінал
| 22 травня 1910 |

| «Славія» (Прага)                                             | 5 — 2 | «Сміхов»               |
| ------------------------------------------------------------ | ----- | ---------------------- |
| Медек 37' Котоуч 57' Широкий 74' (пен.) Старий 75' Кошек 90' |       | Б.Єлінек 20' Чижек 66' |

| «Летна/Славія» (Прага) Глядачів: 2 000 Арбітр: Фалтин (Прага) |

«Славія»: Йозеф Пулхерт — Ріхард Веселий, Антонін Пресслер — Карел Котоуч, Богумил Макоун, Рудольф Голий — Мирослав Широкий, Ладислав Медек, Ян Старий, Ян Кошек, Отто Богата. Тренер: Джон Мадден.
«Сміхов»: Зденек Ріхтер — Франтішек Їрасек, Реш — Косіна, Владислав Єлінек, Ріда — Козел, Антонін Шетела, Карел Коваржович, Богуміл Єлінек, Ярослав Чижек.

### 1911
1 раунд
- «Вікторія» (Жижков) — СК «Летна» — 12:0

2 раунд
- «Вікторія» (Жижков) — «Метеор VIII» — 2:2[5]

1/4 фіналу
- «Славія» (Прага) — «Уніон» (Жижков) — 12:0

1/2 фіналу
- «Славія» (Прага) — «Славой» (Жижков) — 6:0 (Їрковський-2, Я.Богата-3, Кошек, Широкий)[7]

Фінал
| 2 квітня 1911 |

| «Славія» (Прага)             | 4 — 1 | «Колін»      |
| ---------------------------- | ----- | ------------ |
| Кошек ?', 64', 76' Медек 83' |       | ? 20' (пен.) |

| Прага Глядачів: 4 100 |

«Славія»: Карел Піммер — Рудольф Круммер, Ріхард Веселий — Емануель Бенда, Ярослав Їрковський, Богумил Макоун — Мирослав Широкий, Ладислав Медек, Ян Кошек, Рудольф Голий, Отто Богата. Тренер: Джон Мадден.

### 1912
1 раунд
- «Вікторія» (Жижков) — СК «Чехія» (Сміхов) — 3:0

2 раунд
- «Вікторія» (Жижков) — «Прага VII» — 3:0

1/4 фіналу
- «Вікторія» (Жижков) — «Кладно» — 3:3, перегравання не відбулось, бо «Кладно» мало інший матч в той день. «Вікторія» прошла далі.
- «Метеор» (Виногради) — «Олімпія» (Старе Місто) — 4:2 (Єнік, Головський, Фішер, Новак — ?)[9]

1/2 фіналу
- «Славія» (Прага) — «Славой» (Жижков) — 2:0
- «Вікторія» (Жижков) — «Метеор» (Виногради) — 4:0

Фінал
| 26 травня 1912 |

| «Славія» (Прага)                                     | 4 — 3 | «Вікторія» (Жижков)          |
| ---------------------------------------------------- | ----- | ---------------------------- |
| Ян Кошек 18' 49' Ладислав Медек 23' Мирослав Широкий | звіт  | 14' 55' Карел Шубрт-Карлік ? |

| Глядачів: 7500 |

«Славія»: Карел Піммер — Рудольф Круммер, Мирослав Гайний — Емануель Бенда, Рудольф Голий, Богумил Макоун — Мирослав Широкий, Ладислав Медек, Вацлав Прошек, Ян Кошек, Зденек Ян. Тренер: Джон Мадден.
«Вікторія»: Вацлав Клапка, Густав Звелебіл, Густав Пілат, Губач, Пехар, Чеський, Бребуда ст., Карел Шубрт-Карлік, Ярослав Мисік, Славік, Бребурда мол.

### 1913
1 раунд
- 6.04. Спарта (Прага) — Колін — 7:1, Метеор (Лібень) — Прага VII — 6:1, Кладно — Лібень — 5:3, Ахіллес (Крочеглави) — Бржевнов — 3:1, Пардубіце — Спарта (Кладно) — 3:1, Бубенея — Летна — 1:1, Уніон (Жижков) — Нусле — 5:0, Млада Болеслав — Вршовіце — 3:6[12]

1/4 фіналу
- «Вікторія» (Жижков) — «Вршовіце» — 3:3

1/2 фіналу
- 18.05. «Славія» (Прага) — «Кладно» — 3:1 (Ян, Їрковський-2 — ?)[13]
- «Вікторія» (Жижков) — ЧАФК «Виногради» — 0:0. Через участь незаявленого гравця «Виногради» отримали технічну поразку.

Фінал
| 23 листопада 1913 |

| «Вікторія» (Жижков) | 2 — 0 | «Славія» (Прага) |
| ------------------- | ----- | ---------------- |
| Копейтко Мисік      |       |                  |

|  |

«Вікторія»: Вацлав Клапка — Густав Звелебіл, Карел Стейнер, Карел Коваржович, Франтішек Фіхта, Чеський, Мирослав Широкий, Мюттермюллер, Ярослав Мисік, Антонін Бребурда, Ярослав Копейтко
«Славія»: Рудольф Главачек — Рудольф Круммер, Мирослав Гайний — Норберт Заїчек, Рудольф Голий, Богумил Макоун — Ладислав Медек, Йозеф Бєлка, Ярослав Богата, Рудольф Стейнц, Отто Богата.

### 1914
1/4 фіналу
- «Вікторія» (Жижков) — «Кладно» — 4:0
- «Славія» (Прага) — «Пардубіце»  — 6:1 (Прошек-3, Я.Богата-3 — ?)[15]

1/2 фіналу
- «Славія» (Прага) — «Спарта» (Кладно) — 3:1
- «Вікторія» (Жижков) — «„Спарта“ (Прага)» — 1:0

Фінал
| 1914 |

| «Вікторія» (Жижков) | 1 — 0 | «Славія» (Прага) |
| ------------------- | ----- | ---------------- |
| Копейтко 27'        |       |                  |

|  |

«Вікторія»: Вацура — Густав Звелебіл, Карел Стейнер, Антонін Влк, Франтішек Фіхта, Ян Чеський, Ярослав Копейтко, Лежичі Бауч, Гавлік, Ярослав Мисік, Антонін Бребурда
«Славія»: Рудольф Главачек — Рудольф Круммер, Фронденберг — Карел Чейка, Рудольф Голий, Богумил Макоун — Емануел Валек, Ладислав Медек, Ярослав Богата, Вацлав Прошек, Отто Богата.

### 1915
2 раунд
- «Вікторія» (Жижков) — «„Спарта“ (Прага)» — 1:1, 1:4

Фінал
| 1915 |

| «Спарта» (Прага) | 6 — 2 | «Спарта» (Кладно) |
| ---------------- | ----- | ----------------- |
|                  |       |                   |

|  |

### 1916
1/4 фіналу
- «Вікторія» (Жижков) — АФК «Вршовіце»" — 7:2

1/2 фіналу
- 14.04. «Вікторія» (Жижков) — "Кладно — 2:1

Фінал
| 28.5.1916 |

| «Вікторія» (Жижков)                             | 3 — 0 | «Спарта» (Прага) |
| ----------------------------------------------- | ----- | ---------------- |
| Баух 64' Копейтко-Прокоп 74' Стейнер 87' (пен.) | звіт  |                  |

|  |

«Вікторія»: Клапка, Пулда, Стейнер, Плодр, Влк, Градецький, Гавлік, Вацлав Льомоз, Баух, Копейтко, Бек